# 帕諾拉縣 (德克薩斯州)
帕諾拉縣（英語：Panola County）位美國德克薩斯州東部的一個縣，東鄰路易斯安那州。面積2,127平方公里。根据美國2000年人口普查，共有人口22,756人。縣治迦太基（Carthage）。
成立於1846年3月30日，縣政府成立於同年9月。縣名是喬克托語「棉花」的意思。